# Бішвамбарпур (упазіла)
Бішвамбарпу́р (бенг. বিশ্বম্ভরপুর, англ. Bishwambarpur) — одна з 10 упазіл зіли Сунамгандж регіону Сілхет Бангладеш, розташована на півночі зіли.
Населення — 126 259 осіб (2008; 106 182 в 1991).

## Адміністративний поділ
До складу упазіли входять 5 вардів:
| Зіла            | Площа, км² | Населення, осіб (2008) |
| --------------- | ---------- | ---------------------- |
| Дакшін-Бадагхат | -          | 18760                  |
| Дхонпур         | -          | 31466                  |
| Палаш           | -          | 24015                  |
| Фатехпур        | -          | 23628                  |
| Шолукабад       | -          | 28390                  |